# Unia Miasteczek Polskich
Unia Miasteczek Polskich – ogólnopolskie dobrowolne stowarzyszenie z siedzibą w Proszowicach, powstałe w Kazimierzu Dolnym, w listopadzie 1990 roku. Zrzesza małe miasta, gminy miejsko-wiejskie, a także wiejskie.

## Misja
Celami Unii są:
1. obrona wspólnych interesów jej członków,
2. wspieranie idei samorządności lokalnej,
3. współdziałanie gmin zmierzających do rewitalizacji historycznych miasteczek polskich i kreowania nowych,
4. podejmowanie działań przyczyniających się do gospodarczego i kulturowego rozwoju gmin – miasteczek.

## Historia
Początkiem Unii Miasteczek Polskich była inicjatywa 15 burmistrzów ze wszystkich stron Polski, powołania swojej ogólnopolskiej reprezentacji. W dniach 9-10 listopada 1990 r. w Kazimierzu Dolnym odbyło się pierwsze spotkanie Komitetu Założycielskiego. Gospodarzem spotkania był burmistrz Kazimierza Dolnego – Wiesław Giermasiński. 26 lutego 1991 r. Unia Miasteczek Polskich została zarejestrowana jako stowarzyszenie gmin. W 2021 roku Unia zrzeszała 43 gminy miejskie, miejsko-wiejskie i wiejskie. W lutym 2025 roku liczba gmin członkowskich wzrosła do 60.

## Prezesi
Prezesami Unii Miasteczek Polskich byli:
- 1991–1992: Wiesław Giermasiński, burmistrz Kazimierza Dolnego[2]
- 1992–1999: Leszek Chwat, burmistrz Cedyni – wybrany 05.09.1992 r. oraz 27.08.1993 r.[6]
- 1999–2007: Stanisław Bodys, burmistrz Rejowca Fabrycznego – wybrany 27 kwietnia 1999 r.[6]
- 2007–2011: Witold Krochmal, burmistrz Wołowa – wybrany 13.06.2007 r.[6]
- 2011–2019: Wojciech Długoborski, burmistrz Gryfina – wybrany 23.08.2011 r. oraz 05.03.2015 r.[6]
- 2019–2020: Artur Tusiński – burmistrz Podkowy Leśnej wybrany 30.04.2019 r.[7]
- od 2020: Grzegorz Cichy – burmistrz Proszowic wybrany 18.09.2020 r.[4] oraz 11.09.2024 r.[8]

## Działalność
Unia Miasteczek Polskich realizuje swe zadania poprzez:
- reprezentowanie gmin miejskich, miejsko-wiejskich na forum krajowym i międzynarodowym,
- opiniowanie projektów aktów prawnych, dotyczących samorządów terytorialnych,
- prowadzenie wymiany doświadczeń w zakresie wykonywanych zadań własnych i zadań z zakresu administracji rządowej,
- inspirowanie i podejmowanie wspólnych inicjatyw mających wpływ na rozwój społeczności miejskich i gminnych,
- prowadzenie pracy informacyjnej, konsultacyjnej i programowej mającej na celu rozwiązywanie problemów w zakresie poszczególnych dziedzin działalności samorządu terytorialnego,
- współorganizowanie Forum Miasteczek Polskich, corocznego dwudniowego spotkania kilkuset samorządowych liderów, z debatami nad najbardziej aktualnymi wyzwaniami polskich małych i średnich miejscowości,
- prowadzenie działalności wydawniczej i promocyjnej, dotyczącej problematyki samorządowej oraz spraw członków UMP.